# 武陵源風景名勝區
武陵源风景名胜区，简称武陵源，地处湖南省西北部的武陵山脉中段桑植和慈利两县交界处，隶属张家界市。武陵源由四大风景区组成，分别为张家界国家森林公园和张家界国家地质公园、索溪峪、天子山、杨家界三个自然保护区；总面积约391平方公里，核心景区面积超过250平方公里。武陵源具有比较原始的生态系统，有罕见的砂岩峰林地貌:丁工景观，有3000多座形状奇异的山峰、800多条溪涧，也有岩溶洞穴、瀑布群，并有天然森林，1980年代初被开辟为旅游景区，1988年被定为国家重点风景名胜区，并建立武陵源区政府。1992年12月，被联合国教科文组织作为自然遗产列入《世界遗产名录》。

## 历史沿革
如今武陵源景区的前身是分属大庸、慈利、桑植三县的张家界、索溪峪、天子山三地。当时三地各自宣传发展，建立了中国首个国家森林公园——张家界国家森林公园及张家界、索溪峪、天子山三个自然保护区。1982年，张家界国家森林公园成立后，游客陡增，经济效益显现:55,57。随即，与张家界国家森林公园相邻、风貌相近的索溪峪、天子山相继开发建设:81。
在1984年之前，“武陵源”为桃花源的代称，时常出现在中国古代文人的诗文之中，例如王维的“居人共住武陵源，还从物外起田园”、李白的“功成拂衣去，归入武陵源。”、王安石的“归来向人说，疑是武陵源。”改革开放后，天子山、索溪峪与张家界国家森林公园爆发地界纠纷。湖南省政府为解决这一问题，决定将这三者合并为一个统一的行政管辖区:89。湖南省政府副秘书长薄贵先旋即邀请著名画家黄永玉为其命名。1984年冬，黄永玉考虑到当地的地理位置与自然风光，提议以“武陵源”这一具有历史文化色彩的名字来命名该地区，这一提议获得了省长办公会议的通过，后呈报邓小平亦获同意。1985年，中共中央总书记胡耀邦应邀题写“武陵源”三个字；同年3月25日，“武陵源风景区”出现于湖南省人民政府递交国务院的报告当中，因此1985年被认为是“武陵源风景名胜区宣告初步形成”的标志年份。“武陵源”、“武陵源风景名胜区”、“武陵源世界遗产”等名称在涵盖的地域范围上并无不同。:22
1988年，武陵源风景名胜区被国务院列为第二批国家重点风景名胜区。1992年，武陵源风景名胜区被联合国教科文组织列入《世界遗产名录》。2007年，张家界武陵源旅游区被国家旅游局列入首批国家5A级旅游景区。

## 地貌地质构造

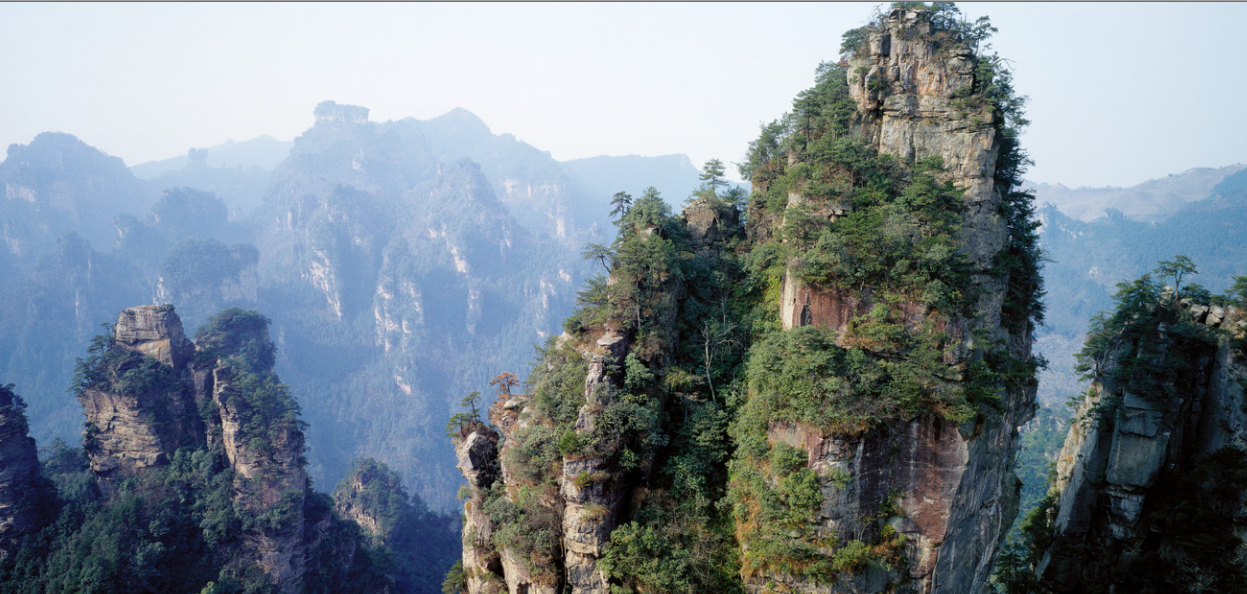
奇形怪状的石英砂峰林

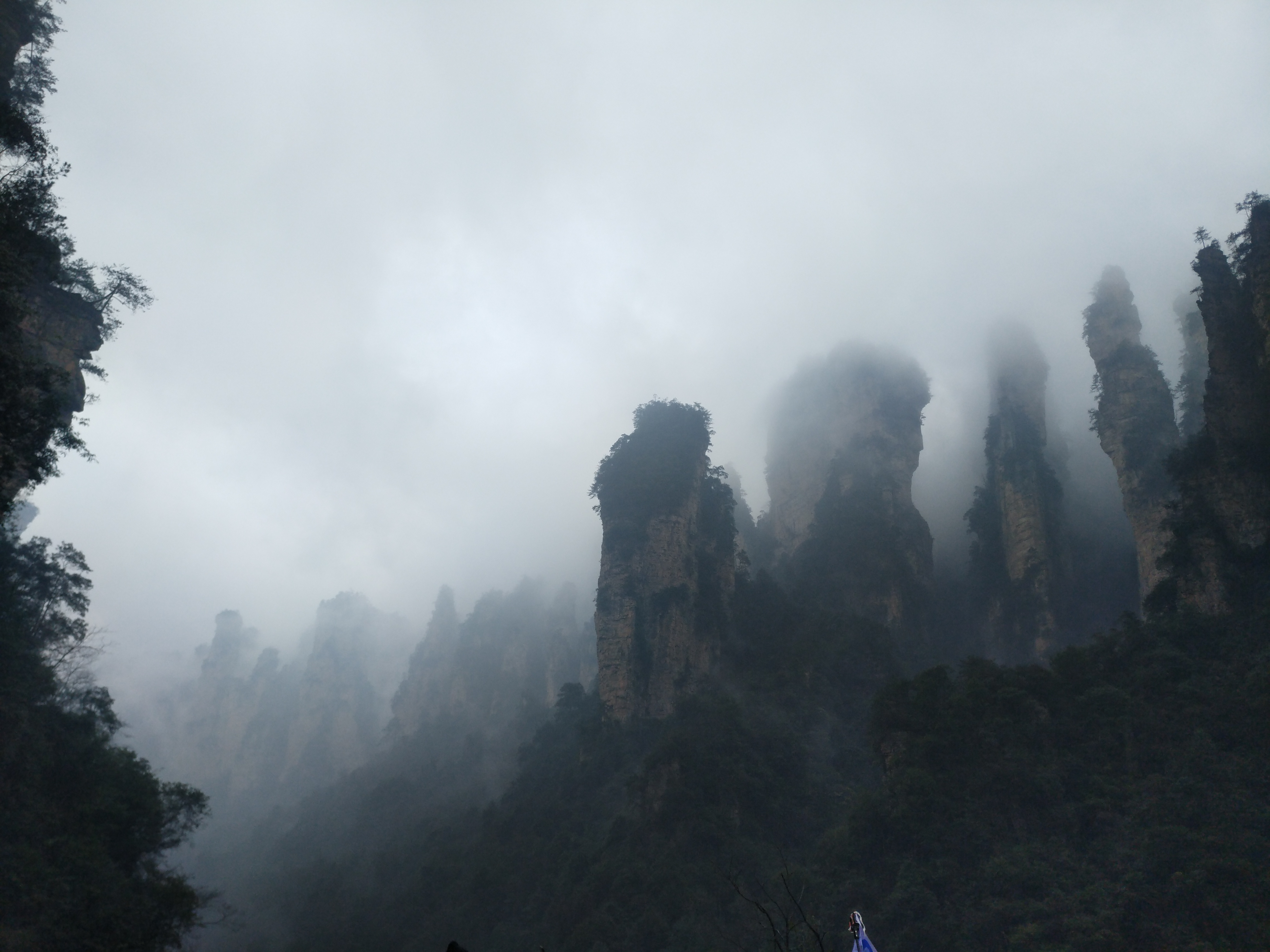
张家界景区“天兵天将”石柱

武陵源以石英砂岩峰林峡谷地貌为其主要特征，共有石峰3103座，峰体分布在海拔500～1100米，高度由几十米至400米不等，这种特殊的地貌形态被命名为“石英砂柱峰”地貌。石英砂岩峰林地貌的特点是质纯、石厚，石英含量为75％～95％，岩层厚520余米，为国内外所罕见。

### 地质构造起因
区域地质构造处于新华夏第三隆起带。大致经历了武陵-雪峰、印支、燕山、喜山及新构造运动。武陵-雪峰运动奠定了本区域的基地构造，印支运动塑造了本区的基本地貌构架，而喜山及新构造运动是形成张家界奇特的石英砂峰林地貌景观的最基本因素之一。构成砂岩峰林地貌的地层主要由远古生界中、上泥盆纪云台观组和黄家墩组构成，地层显示滨海相碎屑岩类特点。岩石质纯、层厚，底状平缓，垂直节理發達，岩石出露于向斜轮廓。外力地质活动作用的流水侵蚀和重力崩坍及生物生化作用、物理风化作用，则成为构造该区域地貌的外部条件。

## 动植物
武陵源地形复杂，气候温和，雨量丰富，森林发育茂盛，生长着原始次森林植物群落，森林覆盖率达88%，有国家中国一级保护植物4种，二级保护植物19种。木本植物就达到770种，其中武陵松为只有本地区仅有的植物，另外生长着珙桐、伯乐树、南方红豆杉、白豆杉、篦子三尖杉等第三纪孑遗植物。武陵源拥有28种国家级保护动物，还生长着著名的大鲵（娃娃鱼）珍贵动物，还有国家一级保护动物云豹、金钱豹等大型猛兽。

### 张家界国家森林公园

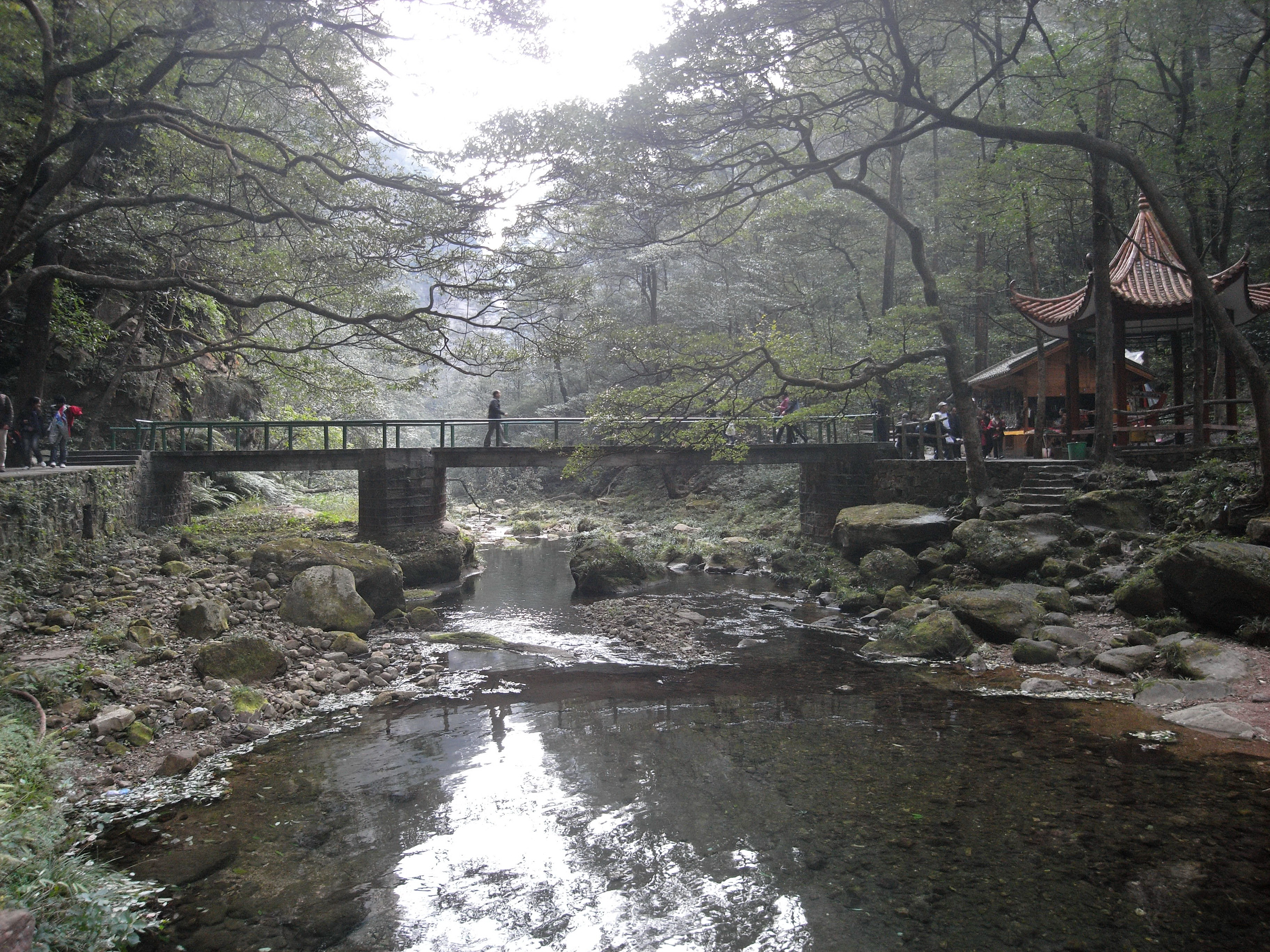
金鞭溪

## 主要景观

### 天子山风景区
天子山风景区位于武陵源北，与张家界、索溪峪山水相依，总面积67平方公里。天子山海拔高1262.5米（昆仑峰），最低534米，环山游览线有40余公里。天子山风景区因南宋末年土家族领袖向王（名大坤）自称天子而得名。区内许多景点也都与此有关，如天子洲、宝剑峰、龙椅岩等。 

### 杨家界风景区
1992年在张家界西北角发现新的景区杨家界。这一新景区总面积3400公顷。相传，北宋杨家将围剿向王天子曾在天子山安营扎寨。后因战争旷日持久，杨家便在此地繁衍后代，使这里成了“杨家界”。如今，杨家界还保存有《杨氏族谱》和明清时代的杨家祖墓，有“六郎湾”、“七郎湾”、“宗保湾”、“天波府”等地名。

### 索溪峪风景区
“索溪峪”一词来自土家语，意思是“雾大的山庄”:58。索溪峪自然风景区内有2000多座山峰，还有19道沟壑和6条溪流。主要景点有十里画廊、鸳鸯瀑、南天门、黄龙洞等。

## 登录过程
- 1992年12月，被联合国教科文组织作为自然遗产列入《世界遗产名录》。
- 2004年2月13日，被联合国教科文组织世界地质公园专家评审会批准为首批世界地质公园。